# 薩里耶爾維

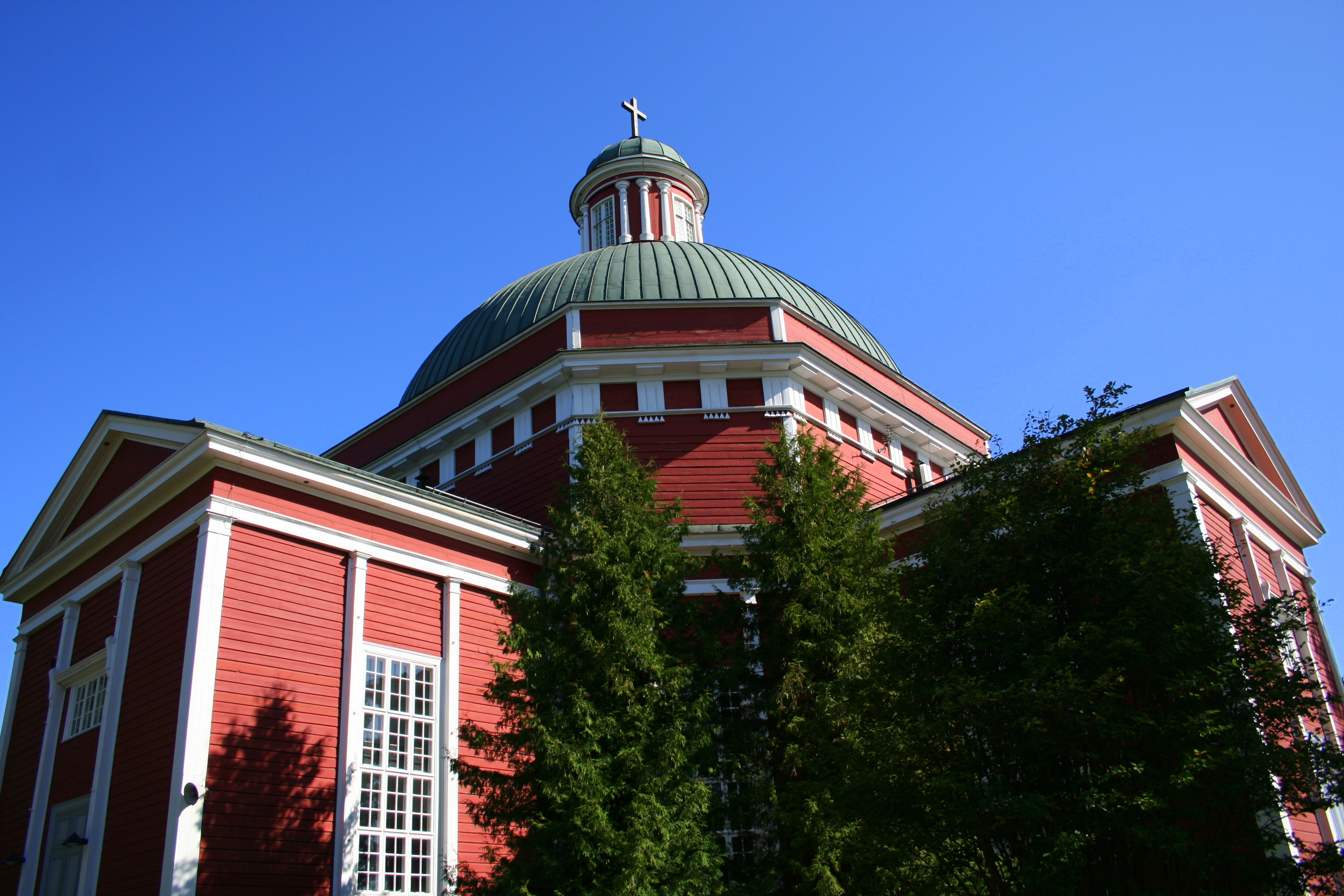

薩里耶爾維是芬蘭的城鎮，位於該國中部，距離于韋斯屈萊65公里，由中芬蘭區負責管轄，面積1,422.73平方公里，2012年人口10,373，其中約99%居民的母語是芬蘭語。

## 外部連結
- Town of Saarijärvi （页面存档备份，存于） – Official website